# Marthe Wandou
Marthe Wandou  (* 15. Oktober 1963 in Kaélé) ist eine kamerunische Frauen- und Friedensaktivistin. 2021 wurde ihr der „Alternative Nobelpreis“ (Right Livelihood Award) zuerkannt.

## Leben und Wirken
Marthe Wandou ist ausgebildete Rechtsanwältin und studierte Privatrecht an der Universität Yaoundé. An der Université catholique d’Afrique centrale (UCAC) in Yaoundé erwarb sie einen Masterabschluss im Fach Projektmanagement. Darüber hinaus studierte Wandou Gender Studies an der Universität Antwerpen.
In den 1990er-Jahren begann Wandou sich für die Prävention und Bekämpfung sexualisierter Gewalt gegen Kinder zu engagieren. Dabei legte sie den Fokus auf Mädchen und betreute auch Überlebende solcher Gewalttaten. Im Jahr 1998 gründete sie dafür die Organisation Action Locale pour un Développement Participatif et Autogéré (ALDEPA), die bisher mehr als 50.000 Mädchen unterstützt hat. ALDEPA verfolgt einen ganzheitlichen Ansatz und lässt den Mädchen Bildung, psychosoziale Betreuung und rechtlichen Beistand zukommen.
Im Jahr 2021 wurde Wandou der „Alternative Nobelpreis“ (Right Livelihood Award) zuerkannt. Als Begründung wurde ihr Aufbau „eines Modells des gemeindebasierten Kinderschutzes angesichts terroristischer Übergriffe und geschlechtsspezifischer Gewalt in der Tschadseeregion in Kamerun“ angeführt. Sie ist die erste Person aus Kamerun, die die Auszeichnung erhält.